# Ольхово (Західнопоморське воєводство)
Ольхово (пол. Olchowo, нім. Wolchow) — село в Польщі, у гміні Новоґард Голеньовського повіту Західнопоморського воєводства.
Населення — 255 осіб (2011).
У 1975-1998 роках село належало до Щецинського воєводства.

## Демографія
Демографічна структура станом на 31 березня 2011 року:
|          | Загалом | Допрацездатний вік | Працездатний вік | Постпрацездатний вік |
| -------- | ------- | ------------------ | ---------------- | -------------------- |
| Чоловіки | 141     | 38                 | 91               | 12                   |
| Жінки    | 114     | 13                 | 69               | 32                   |
| Разом    | 255     | 51                 | 160              | 44                   |